# MDA (chimica)
La 3,4-Metilenediossiamfetammina, meglio conosciuta come MDA, è un composto chimico semisintetico. È un'amfetamina psichedelica ed entactogena e differisce dalla più nota MDMA ("Ecstasy") per un gruppo metilico in meno.
A causa dei suoi effetti euforici e allucinogeni, il farmaco è una sostanza controllata e il suo possesso e la vendita sono illegali nella maggior parte dei paesi.
MDA è raramente ricercata come una droga ricreativa rispetto ad altri farmaci della famiglia delle anfetamine, ma rimane un farmaco importante e ampiamente usato perché è un metabolita primario, il prodotto della de-alchilazione epatica, di MDMA o Ecstasy. Inoltre, non è raro trovare MDA come un adulterante di MDMA illegalmente acquistato.